# Lise Deharme
Lise Deharme, nacida Anne-Marie Lise Hirtz en el distrito 8 de París el 5 de mayo de 1898 y fallecida en Neuilly-sur-Seine (Altos del Sena) el 19 de enero de 1980, fue una salonnière, novelista y poetisa francesa, así como una de las musas del surrealismo.

## Biografía
Hija de un médico jefe del hospital Necker, Lise frecuenta desde muy pronto los círculos artísticos y literarios.
Conoce a André Breton en octubre de 1924:

Fui con Philippe Soupault a ver un espectáculo que representaba no sé qué obra de  Shakespeare. Durante la función, sentí una extraña presencia detrás de mí, me di la vuelta y vi, junto a Braque y a su esposa, un extraordinario rostro de hombre, diferente a todos los que hubiera podido ver hasta entonces. En el entreacto, Soupault fue a hablar con él, y al regresar a su butaca me dijo que era André Breton y que le había fascinado positivamente. Preguntaba si podía pasar un día por la Central surrealista… ,
Deharme

A raíz de esta visita, Breton le pide que le deje uno de sus guantes de ante azul pálido para hacer un molde en bronce y utilizarlo como símbolo del movimiento surrealista, dando así a Deharme un apodo de lo más evocador: la Dama del guante. El episodio lo relata Breton en su novela Nadja, donde Lise Deharme aparece bajo el nombre de Lise Meyer;

También recuerdo la sugerencia que, a manera de juego, le fue hecha a una dama, delante de mí, para que regalara a la “Central Surrealista” uno de los asombrosos guantes azul cielo que se había puesto para visitarnos en aquella “Central”, y mi pánico cuando vi que estaba a punto de acceder, y las súplicas que le dirigí para que desistiera. No sé lo que pudo haber en aquel momento para mí de temible, de maravillosamente decisivo en la idea de ese guante separándose para siempre de esa mano…
Nadja, Breton

Lise estaba casada entonces con Pierre Meyer, padre de su hija Hyacinthe. En 1927 se casó en segundas nupcias con Paul Deharme, productor y director de radio, encargado de la publicidad de Radio París. Robert Desnos escribió para sus hijos, Tristán y Hyacinthe, así como para el hijo de Darius Milhaud, Daniel, los poemas de La Ménagerie de Tristan, Le Parterre d'Hyacinthe, La Géométrie de Daniel, reunidos más tarde en la antología Chantefables et Chantefleurs.
En 1933, se convierte en la redactora jefa de Le Phare de Neuilly, una revista surrealista que publica textos poéticos y literarios, así como artículos de sociedad y política. A su alrededor se forma un cenáculo donde, además de poetas y escritores, se encuentran personalidades como Max Ernst, Salvador Dalí, Wolfgang Paalen, Pablo Picasso y Jean-Louis Barrault. Paralelamente, publica sus propias colecciones de poemas. Durante la Ocupación, se une al Comité Nacional de Escritores creado por Paul Éluard, en el que se encuentran entre otros Louis Aragon, Jean Cassou, Michel Leiris, Jean Paulhan, Jean Tardieu, Elsa Triolet y Vercors. Además, participa en la publicación clandestina L'Honneur des poètes.
En su casa de las Landas, en Montfort-en-Chalosse, recibe a sus amigos artistas: André Breton, Max Ernst, Paul y Nusch Eluard, Dora Maar y Picasso. Man Ray realiza allí algunas tomas para una película improvisada por Breton y Paul Éluard. El filme no llega a producirse y lo único que queda del proyecto son algunas fotos, entre las que destaca una de Breton posando delante de una ventana con una libélula en la frente.
Tras la guerra, se lanza a escribir novela y publica una serie de libros, de los que algunos se prohibirá la venta a menores.
Sus cenizas reposan en el columbario del Cementerio del Père Lachaise.
Es la bisabuela del artista plástico Bastien Lecouffe-Deharme.

## Novelista y poeta
Lise Deharme fue una prolífica autora de novelas, de poesía, de un relato autobiográfico y un diario íntimo, de cuentos y textos teatrales, así como directora de Le Phare de Neuilly. Al mismo tiempo, participó en varios proyectos colaborativos con otros artistas surrealistas. La colaboración como motor estético, como “machine à influence amorcée” —retomando la expresión del jefe de filas del surrealismo, André Breton—, ocupa un lugar destacado en este movimiento vanguardista. La autora además escribe textos en Il était une petite pie (1928) y Le Tablier blanc (1958), ambos ilustrados por Joan Miró; también es coautora de Farouche à quatre feuilles con André Breton, Julien Gracq y Jean Tardieu.
Además, fue impulsora de tres proyectos colaborativos en los que comparte páginas con la fotógrafa Claude Cahun, en el primer caso, y con Leonor Fini, ilustradora, en los dos siguientes.
Le Cœur de Pic (1937) incluye treinta y dos poemas para niños escritos por Deharme y veinte “sainetes” fotográficos de Cahun, que ponen en escena plantas, animales y objetos diversos conformando el universo maravilloso y fantástico de un pequeño personaje llamado Pic. Según François Leperlier, el álbum colaborativo “muestra una gran libertad de tono no exenta de una verdadera crudeza, con una inquietud seria y traviesa al mismo tiempo, un humor rebelde y oscuro”.
En Le Poids d’un oiseau (1955), realizado esta vez con Leonor Fini, cohabitan quince microrrelatos deharmianos con cinco dibujos a tinta china de Fini. El libro narra historias en un marco de «cuentos de hadas para adultos» que «abordan la frustración humana ante la muerte, la relación con el tiempo y el eterno retorno, motivo emblemático de lo absurdo de la existencia». La apariencia espectral de los dibujos de Fini diseminados aquí y allá concuerda con el notable aspecto fantasmal de los relatos, con ese “eterno retorno” en palabras de Deharme.
Oh ! Violette ou La Politesse des végétaux (1969) reúne de nuevo a Deharme y Fini, esta vez en una novela que narra las aventuras eróticas de la joven condesa de Lazagnon, en la que se insertan ocho dibujos de Fini. Marie-Claire Barnet resume una idea esencial de la obra en estos términos:

La escritora demuestra así, puesto que su héroe y su heroína nunca tienen un final feliz en sus tramas, que ese ideal de pareja feliz, de amor eterno de cuento de hadas, es también una nueva perversión.
Barnet

## Obras de Lise Deharme
Bajo el nombre de Lise Hirtz
- Images dans le dos du cocher, París, Éditions des Feuilles libres, 1922
- Il était une petite pie, 7 chansons et 3 chansons pour Hyacinthe avec 8 dessins en couleur par Joan Miró, París, Jeanne Bucher, 1928[14]

Bajo el nombre de Lise Deharme
- Cahier de curieuse personne, París, Éditions des Cahiers libres, 1933
- El Cœur de Pic : trente-deux poèmes pour les enfants, illustré de vingt photographies par Claude Cahun, París, José Corti, 1937. Reeditado en Nantes, éditions MeMo, 2004[15]
- Cette année-là, prólogo de Paul Éluard, París, Gallimard, 1945
- Dédié à l'élégance. Textes de Jean Cassou, Lise Deharme, Paul Eluard, Clara Malraux, Armand Salacrou, André Ulmann..., etc. Illustrations de Christian Bérard, Jean Effel, Fougeron, Valentine Hugo, Marie Laurencin, Matisse, Picasso, Touchagues. Unión nacional de intelectuales, París, 1945
- Insolence, París, Fontaine, 1946
- Le Pot de mousse, París, Fontaine, 1946
- La Porte à côté, París, Gallimard, 1949
- Ève la Blonde, París, Gallimard, 1952
- Portraits de famille. 6 grabados a color de Leonor Fini. Textos de Audiberti, Marcel Béalu, Jean Cocteau, Lise Deharme, André Pieyre de Mandiargues, Francis Ponge, (París) 1952
- Farouche à quatre feuilles (con André Breton, Julien Gracq y Jean Tardieu ), París, Grasset, 2009, (1ª edición 1954)
- Le Poids d'un oiseau, ilustraciones de Leonor Fini, París, Le Terrain vague, 1955[16]
- Le Château de l'Horloge, París, Julliard, 1955
- Les Quatre Cents Coups du diable, París, DeuxRives, 1956
- La Comtesse Soir, París, Julliard, 1957
- Et la bête, París, Fasquelle, 1957
- Le Tablier blanc, con dos grabados de Joan Miró, Alès, Pab, 1958[17]
- Laissez-moi tranquille, París, Julliard, 1959
- Les Années perdues, Journal, 1939-1949 , París, Plon, 1961
- Carole ou Ce qui plaît aux filles, París, Julliard, 1961
- Pierre de la Mermorte, París, Julliard, 1962
- L'Enchanteur, París, Grasset, 1964
- Les Chats. Photographies de Hanns Reich, París, Hazan, 1965
- L'Amant blessé, París, Grasset, 1966
- Oh ! Violette ou la Politesse des végétaux, ilustraciones de  Léonor Fini, París, Losfeld, 1969[18]
- Le téléphone est mort, París, Losfeld, 1973
- La Marquise d'Enfer, París, Grasset, 1976
- La Caverne, Troyes, Librairie bleue, 1984

## Imágenes y voz de Lise Deharme

### Programas de televisión
- L'Ile des voix, basada en la obra de Robert Louis Stevenson, realizada por Paul Deharme, con las voces de Lise Deharme, Marcel Herrand, Jean Marchat, Sylvain Itkine, 1ª emisión el 02/03/1935 en Radio Luxemburgo, 2ª emisión: 07/04/1935 : Poste Parisien a las 20h15; Reseña Ina PHD86065833
- Premio Max Jacob de poesía, el gran premio del Disque du bonheur, 25/03/54, INA
- Lectures pour tous: Emisión del 4 de noviembre de 1959, INA
- Vacances d'hier, d'aujourd'hui et de demain, 21/06/61, INA
- Lectures pour tous: Emisión del 2 de agosto de 1961, INA
- Lectures pour tous: Emisión del 6 de mayo de 1964, INA
- L’œil écoute, Paris : les surréalistes, 29/05/64, SONUMA-RTBF
- Panorama Lise Deharme et André Breton, 30/09/66, INA
- Lectures pour tous: Emisión del 1 de marzo de 1967, INA
- Dans la mémoire de Lise Deharme : un poète nomme Andre Breton, documental de J.J. Bloch, 25/09/74, INA

### Programas de radio (INA)
- Amitiés musicales des écrivains, Archivos literarios: Lise DEHARME, 30/06/48
- Boris Vian sur "La porte à côté", novela de Lise Deharme, 13/12/49, ORTF
- L'art et la vie, emisión del 2 de febrero de 1950, ORTF
- Tête de ligne: Lise DEHARME, 28/04/50, ORTF
- Le goût des livres, "Eve la blonde" de Lise DEHARME, 09/07/52, ORTF
- Plein feu sur les spectacles du monde, 25/12/53, ORTF
- Dormeurs éveillés, 29/12/53, ORTF
- Poésie pas morte, 06/04/54, ORTF
- Rendez-vous à cinq heures, Lise DEHARME : ses goûts musicaux, 23/05/55, ORTF
- Premier poème et poèmes d'aujourd'hui : Lise DEHARME, 15/12/57, ORTF
- Les premiers pas, 03/07/62, ORTF
- L'étoile de chance, 02/01/63, ORTF
- Cher ami, 02/04/63, ORTF
- Les histoires extraordinaires, 22/09/64, France Inter
- Les rêves perdus de Lise DEHARME, 14/01/65, France Inter
- Le texte et la marge, 12/04/73, France Culture
- Radioscopie, 25/05/73, France Inter
- Entretiens avec Lise Deharme, entrevistada por Dominique Rabourdin, en 10 partes emitidas entre el 15 y el 28 de mayo de 1974, France Culture
- À voix nue : grands entretiens d'hier et d'aujourd'hui, 21/12/1993, France Culture (repetición)

### Retratos: fotos
- Retratos fotográficos realizados por Man Ray.
- Retratos fotográficos realizados por Dora Maar.

### Retratos: cuadros y dibujos
- Pierre LEAUTE, (1905-1984), Portrait de la poétesse essayiste " Lise Deharme ", óleo sobre tabla, 1943, 71 x 48,5 cm
- Jean Gabriel DOMERGUE (1889 -1962), Portrait de Lise Deharme, 1922.
- Valentine Hugo, (1890 - 1968), Retratos de Lise Deharme, dibujo 
  - Lise Deharme, portraits, 1929
  - Portrait de Lise Deharme